# 月亭希遊
月亭 希遊（つきてい きゆう、1988年5月26日 - 、本名・西澤 裕也）は、滋賀県愛知郡出身の落語家。
NSC31期生。月亭遊方の三番弟子。2017年（平成29年）11月26日入門。
吉本興業株式会社所属。上方落語協会会員。

## 来歴・人物
古典落語を愛する傍ら、自作の落語にも精力的で、2020年8月1日からライブ配信アプリSHOWROOMにて、毎日欠かさず三題噺を発表し育て続けている。（600日を超えた）
又、そこから生まれた新作落語は、奇想天外でファンタジーな世界観の噺が多く、自ら“狂噺”と名づけて演じている。

【幼少期】
小学3年生の年末に家の前で知らないおじさんから痴漢された。詳細は希笑価値ラジオ【第26回】* 希笑価値ちゃんねる-youtube
【草野球】
上方落語家草野球チーム「もっちゃりーず」に所属し、3番センター ・中継ぎ投手を務める。左利きピッチャー

【ショートショート】
緊急事態宣言の自粛期間中にショートショートにハマり、色々な作家さんのショートショートを読み漁り、趣味が高じて自らnoteにて不定期でショートショートを執筆している。今でも毎日ショートショートを1作品読むのが日課である。 月亭希遊note-note

【ユニット】
希笑価値というユニットを同期の桂笑金と組んでいる。そして、桂笑金を溺愛している。（愛称:抱き枕）
活動内容は・・・ツギハギ荘で希笑価値らくご会を開催、毎週金曜日配信の希笑価値ラジオなど
【妄想なのか本当なのか】
歯科衛生士さんに恋をしている。歯医者に通うたびにさまざまな妄想を膨らます事がルーティーンであり、三題噺の創作の秘訣となっている。とのちに希遊は語っている。

## 三題噺から生まれた作品
・巻き舌職人
・舞妓バトルロワイヤル
・流れ星を、とめるヒト
・おでんのおっちゃん
・ドリンクばぁ
・天然物のカンコウバス
・お湯を注いで…
・提灯鮟鱇女
・はやぶさのおばちゃん
・盗塁王のタオル
・花火職人の最期
・頭打ちうどん
・ガラパゴスオオウォシュレット
・干物女とつまみ族
・奥の手
・届け､桜前線
・満月ぽろり
・都道府県喰い
・げんじつが逃げ出した日。
・何年たっても
・トラベリング
などがある。
受賞歴
- 2021年  上方落語若手噺家グランプリ2021 決勝進出
- 2022年  上方落語若手噺家グランプリ2022 決勝進出

## 野望
将来的に自身の狂噺(新作落語)を、映画化、舞台化、アニメ化、絵本化、ショートショート化などして、作品として後世に残したいという野望を希遊は後に語っている。

## 趣味・特技
趣味：散歩、サウナ、ショートショート(短編小説)、旧作DVD鑑賞、カラオケ
特技：野球、ういろう売り、企画作り

## 師匠
月亭遊方

## メディア
テレビ
- Cheekys Cast -BSよしもと 木曜日　AM8:00～10：00

ネットドラマ
- されど青き空を知る 第7話 -youtube

ラジオ・配信
- 月亭希遊の毎日即興落語！～三題噺～-shoroom

- 月亭希遊ちゃんねる-youtube
- 希笑価値ちゃんねる-youtube
- 月亭 希遊（きゆう）さん前半♦︎第4回千里天神チャンネル
- 月亭 希遊（きゆう）さん後半◆第5回千里天神チャンネル
- テレワーク連続講談千鳥亭#49【ゲスト:月亭希遊】2021.7.21ライブ配信！